# DAYS (ラジオ番組)
『DAYS』（デイズ）は、ニッポン放送にて2019年4月1日から2020年9月2日まで放送していたトークバラエティ番組である。

## 概要
ニッポン放送の平日午後のワイド枠にて『土屋礼央 レオなるど』を編成してきたが、2019年上半期番組編成にて、日替わりアラフィフの男性パーソナリティを起用した当該番組を立ち上げることを発表した。
「働く人を応援!」をコンセプトとして聴取者の日々にスポットを当てた番組構成で、パーソナリティは日替わりである。ニッポン放送が平日午後帯に放送するワイド番組として初の日替わりメインパーソナリティで、日替わりパーソナリティの冠を付した番組名を正式タイトルとするため、番組構成も日替わりパーソナリティによって、バラバラのコーナーを設けている。
アシスタントは同局アナウンサーの東島が、同時間帯で放送していた『大谷ノブ彦 キキマス!!』以来、3年ぶりに担当する。
2020年2月10日をもって、月曜のパーソナリティであった山口が降板し、空いた月曜を日替わりパーソナリティ扱いにしていたが、木曜と兼ねた安東が4月から正式に月曜にスライドした。木曜に新しいパーソナリティを据える予定だったが、特番として『辛坊治郎ズーム そこまで言うか!』が編成され、特番期間を経てそのままレギュラー復活することが決定し、放送曜日が削減された。その後、同年6月11日に『ズーム』が、7月6日から『ザ・ボイス そこまで言うか!』のかつての放送枠であった、平日夕方に移動することが発表された。7月以降の木曜の当該時間帯については当番組の放送枠に戻らず単発特番枠に変更された。
その後、8月17日放送分以降の各曜日のエンディングトークにて、8月最終週にて番組が放送終了することを告知し、同年9月2日放送分にて番組終了した。
同時間枠の後継番組として月曜から木曜はナイツと日替わりで女性芸人が、金曜については当該番組から中川家と東島が残留して担当する『ザ・ラジオショー』を編成することを発表した。また、月曜の安東については、当該番組終了後、2020年ナイターオフの金曜夕方枠にて『安東弘樹 Let’s Go Friday』をニッポン放送は11月から番組を開始すると最終回で発表した。

## 放送時間

### 2020年7月から終了まで
- 月曜 - 水曜 13:00 - 15:30 - 2020年7月6日 - 9月2日

### 過去
- 月曜 - 木曜 13:00 - 16:00 - 2019年4月1日 - 2020年4月22日
- 月曜 - 水曜 13:00 - 16:00 - 2020年4月27日 - 7月1日[注 6]

## 出演者
肩書き無しはニッポン放送アナウンサー

### パーソナリティ

#### 現在
- 月曜 - 安東弘樹（フリーアナウンサー、元TBSテレビアナウンサー）- 2019年4月4日 - 2020年8月31日[注 18]
- 火曜 - 中川家（中川剛・中川礼二） - 2019年4月2日 - 2020年9月1日
- 水曜 - 原田龍二（俳優） - 2019年4月3日 - 2020年9月2日

#### 過去
- 月曜 - 山口智充（DonDokoDon）[注 19] - 2019年4月1日 - 2020年2月10日

### アシスタント
- 東島衣里 - 2019年4月1日 - 2020年9月2日[注 20]

### その他出演者
各曜日パーソナリティ休暇、欠席時の代理パーソナリティ
- 上柳昌彦（フリーアナウンサー、元ニッポン放送アナウンサー） - 2019年4月18日[注 21]、10月30日、2020年8月20日[注 22]※木曜の特番枠扱い
- 垣花正（フリーアナウンサー、元ニッポン放送アナウンサー） - 2019年4月18日[注 21]
- 松本秀夫（フリーアナウンサー、元ニッポン放送アナウンサー） - 2019年4月18日[注 21]
- 飯田浩司 - 2019年4月25日[注 23] ※安東の代理
- 金子恵美（タレント、元衆議院議員）- 2019年10月30日 ※原田の代理
- ゲッターズ飯田（占い師） - 2020年3月9日
- 武井壮（タレント） - 2020年8月6日 ※木曜の特番枠扱い
- 川島明（麒麟） - 2020年8月13日 ※木曜の特番枠扱い

東島休暇、欠席時の代理パートナー
- ひろたみゆ紀 - 2019年10月28日、2020年8月20日[注 24] ※木曜の特番枠扱い
- 山内宏明 - 2019年10月29日
- 洗川雄司 - 2019年10月31日

## タイムテーブル
2020年7月時点
また、原田の曜日のみ同年7月2日放送分のゲストで出演した、原田がファンであるJAGUARが編曲したオリジナルジングルを放送する。
| タイムテーブル 13時台 | タイムテーブル 13時台                      | タイムテーブル 13時台 |
| 時刻                  | 内容                                       | 備考 |
| --------------------- | ------------------------------------------ | --- |
| 13:00.00              | オープニング                               | 日替わりパーソナリティが挨拶後、火曜のみパーソナリティでフリートーク後、1曲楽曲を流した後に東島を呼び込んでOPトーク日替わりメッセージテーマの募集を呼び込む。 |
| 13:13.00              | 放送回のラインナップ紹介&フリートークPart1 | 日替わりパーソナリティのフリートークゾーン火曜はパーソナリティのみでフリートークを展開する。 |
| 13:31.30              | ニッポン放送交通情報（警視庁）             | |
| 13:33.00              | ハロー神奈川                               | 内包番組ゾーン |
| 13:38.00              | フリートークPart2                          | メッセージ紹介と日替わりパーソナリティのフリートークと楽曲オンエアゾーン |
| 13:42.00              | ニッポンチャレンジドアスリート             | |
| 13:49.00              | ねぇ、ワンピースが後ろ前だよ!              | 2020年3月から開始した月曜のみのコーナー リスナーの身近にいるちょっと天然な人間のエピソードを紹介するコーナー。コーナータイトルは安東が妻と結婚記念日に食事した際に、妻が着用していたワンピースの状態に由来している。 |
| 13:52.00              | ニッポン放送ニュース                       | |
| 13:55.30              | メッセージ紹介                             | 火曜は引き続きフリートークゾーン扱い。 |
| 14時台                |                                            | |
| 時刻                  | 内容                                       | 備考 |
| 14:00.00              | 14時台オープニング&メッセージ紹介          | 火曜はリスナーメッセージ紹介と剛が気象情報を伝えるが、原稿読みでは無く、スタジオ外に見える有楽町周辺の様子伝える。 |
| 14:03.00              | 日替わりコーナーPart1                      | 月曜：『クイズワールドニュース』 2020年4月から開始した月曜のみのコーナー。世界で起きたちょっと素敵な出来事を安東に出題するクイズコーナー。 火曜：前述のフリートークの時間尺扱い 水曜：『水曜日のタネ』 2020年4月から開始した水曜のみのコーナー。お茶のみタイムの話のタネを紹介するコーナーで、リスナーに加電する場合もある。 |
| 14:14.30              | DAYS談話室                                 | 2020年7月から開始した月曜のみのコーナー 午後のいっときをゆったり過ごして貰うための話題を、レストラン経営者のゴーラン三好玲子と提供する。 火曜、水曜はメッセージ紹介ゾーン |
| 14:25.30              | ニッポン放送交通情報（警視庁）             | |
| 14:27.00              | ラジオリビング                             | 14時台のラジオリビング枠 |
| 14:31.30              | ショウアップナイター一番乗り!              | ナイターイン時期のみのコーナー 放送日の『ショウアップナイター』の中継カード事前情報を、現地の実況担当アナウンサーに電話を繋ぐか中継先球場が近距離の場合は実況担当アナウンサーがスタジオ入りして伝える。 |
| 14:33.00              | TRUTH告知!                                 | 2020年4月から開始した月曜のみのコーナー 安東がTHE SQUARE「TRUTH」の楽曲に合わせながら、ニッポン放送の耳より情報を読み上げるコーナー。 火曜、水曜はメッセージ紹介ゾーン |
| 14:41.00              | 日替わりコーナーPart2                      | 月曜：『冷蔵庫調査隊』 冷蔵庫の中は世間の非常識である名の下に、自分の冷蔵庫の中に関する2択アンケートを番組冒頭に募り調査するコーナー。 火曜：『糖業協会Presents めっちゃええレシピ～中川家と食卓～』 『レオなるど』からの継続のコーナーで、料理研究家の加藤美弥子とともに放送時間からでも作れる糖類を使ったレシピを紹介する。紹介後は、中川家が食卓を囲んでいた当時の楽曲を放送する。 水曜：『洲本市 応援団長原田です』 2020年4月から開始したコーナー。淡路島に所在する兵庫県洲本市の市長である竹内通弘から応援団長に任命された原田が洲本市の魅力を発信する。 |
| 14:51.00              | ニッポン放送ニュース                       | |
| 14:55.00              | メッセージ紹介                             | 火曜は「午後のアポイントメント」のゲストを事前に入れてトークする場合がある。 |
| 15時台                |                                            | |
| 時刻                  | 内容                                       | 備考 |
| 15:00.00              | 15時台オープニング&気象情報                | 3時跨ぎでそのまま東島が午後の気象情報を読み上げる。 火曜は14時台同様、剛が有楽町周辺の様子を伝え、そのまま暮らしのインフォメーションも読み上げる。 |
| 15:02.00              | 太田胃散Presents 午後のアポイントメント    | ゲストとのトークコーナー。 |
| 15:27.00              | エンディング                               | EDトークの中で残りのリスナーメッセージを紹介する。 |

## コーナー

### 過去
- ぐっさんの「俺の人生 好きだらけ!!」（月曜）
月曜15時台前半コーナー。放送開始時から2019年5月20日まで放送。山口の「膨大にある好きなもの」の中から1つをテーマに取り上げ、リスナーからそのテーマに基づいたメールを募る。
- 中外製薬Presents 健やかDAYS（月曜）
14時台後半の日替わりコーナー。リスナーが思わず元気になれるような聴いてトクする健康情報を取り上げる。2019年4月から2020年3月30日まで放送され、山口降板以後もコーナーとして継続した。
- 12万8000分の1のグッドサウンド・セレクション（月曜）
月曜15時台後半コーナー。局内のCDルームに所蔵されている12万8,000枚のCDの中から、アルファベットと数字が書かれたピンポン球を使ってCDの管理番号を抽選し、1枚のCDをオンエアする企画。
- おい、ちょっと待て!（火曜）
火曜14時台コーナー。『中川家のオールナイトニッポンPremium』からの継続で、さまざまな事柄ににツッコミを入れるコーナー。2019年4月から5月28日まで放送。
- ハダカ龍二のぶらんぶらん旅（水曜）
水曜14時台後半コーナー。原田が自身の旅経験をもとに、毎回ある地域のガイドを行う。
- 原田龍二のフシギ探検隊!（水曜）
水曜15時台前半コーナー。謎にまつわる話題を、原田が毎週探検するコーナーで原田がレポートする。
- 農家さん応援DAYS
2019年6月26日放送分の「フシギ探検隊!」で原田が農業従事者の農作業を手伝いに行く企画を行い、同年の7月22日から25日放送分でリスナーである農業従事者の仕事に1日従事した企画。
- SBIいきいき少短Presents 幸せなペット（水曜）
水曜15時台後半コーナー。リスナーからかわいいペットのエピソード、ペットによくある話、ペット自慢、ペットの癖やルーティンを募り紹介するコーナー。2019年4月から9月26日まで放送。
- すばらしい!!（月曜）
2020年4月から開始した、月曜15時台後半コーナー。あらゆるものを良い所を見つけ、安東が「素晴らしい」と感じた人、物、時間を褒めるコーナー。
- 逆転ハラダ!
2019年10月から14時台で開始した、コーナー。仕事やプライベートで使えるアイディアのヒントである「逆転の発想」を作り上げてる団体や個人を紹介するコーナー。
- 新型コロナウイルス関連ニュース
2020年4月から定時ニュースとは別に、13時台前半に報道部記者が新型コロナ関連情報を伝える。
- 新型コロナウイルス 暮らしのインフォメーション
2020年4月から月曜14時頭のみで開始した、ニッポン放送一部番組全体で扱うコーナー。ニッポン放送の番組で取材した情報やリスナーからの投稿をもとに新型コロナ関連の生活情報を伝えるコーナーで後に平日午後の帯として緊急事態宣言解除まで放送された。

## ゲスト
| 日時    | ゲスト                                                  | 備考 |
| ------- | ------------------------------------------------------- | --- |
| 4月01日 | 小林昌良                                                | THE FLAT HEAD代表 |
| 4月02日 | 笑福亭鶴瓶、陣内智則                                    | 笑福亭鶴瓶は13時前半に飛び入り出演。 |
| 4月03日 | 高須光聖                                                | 放送作家 |
| 4月04日 | 垣花正                                                  | 『垣花正 あなたとハッピー!』より |
| 4月08日 | 渡辺美里                                                | |
| 4月09日 | 小籔千豊                                                | 吉本新喜劇座長 |
| 4月10日 | 磯山さやか                                              | 『高田文夫のラジオビバリー昼ズ』より |
| 4月11日 | 山口智充                                                | 月曜DAYSパーソナリティ |
| 4月15日 | 片岡鶴太郎                                              | |
| 4月16日 | 西野亮廣                                                | |
| 4月17日 | 上島竜兵                                                | |
| 4月18日 | 荒川強啓                                                | 荒川は15:18からの出演予定だったが、15時台冒頭より出演。 |
| 4月22日 | 錦野旦                                                  | |
| 4月23日 | 村上ショージ                                            | |
| 4月24日 | アキラ100%                                              | |
| 4月25日 | フレンズ （ひろせひろせ、おかもとえみ、三浦太郎）       | |
| 5月07日 | ずん                                                    | |
| 5月08日 | 妃海風                                                  | 元宝塚歌劇団星組・娘役 |
| 5月09日 | ナイツ                                                  | 『清水ミチコのラジオビバリー昼ズ』より |
| 5月13日 | ゴリ                                                    | |
| 5月14日 | 間寛平                                                  | |
| 5月15日 | テリー伊藤                                              | |
| 5月16日 | 中島早貴                                                | 元・℃-ute |
| 5月20日 | 田中律子                                                | |
| 5月21日 | 宮川大輔                                                | |
| 5月22日 | 水野真紀                                                | |
| 5月23日 | 片桐千晶                                                | 荒川強啓 デイ・キャッチ!元アシスタント |
| 5月27日 | シシド・カフカ                                          | |
| 5月28日 | 山口智充                                                | 月曜DAYSパーソナリティ |
| 5月29日 | 安東弘樹                                                | 木曜DAYSパーソナリティ |
| 5月30日 | 加山雄三                                                | |
| 6月03日 | 大友康平                                                | |
| 6月04日 | EXIT                                                    | |
| 6月05日 | 高木ブー                                                | |
| 6月06日 | 生田佳那                                                | タクシードライバー |
| 6月10日 | 陣内孝則                                                | |
| 6月11日 | サンドウィッチマン                                      | |
| 6月12日 | 花田虎上                                                | |
| 6月13日 | 吉田照美                                                | |
| 6月17日 | G-FREAK FACTORY （茂木洋晃）                            | |
| 6月18日 | サンドウィッチマン、流れ星                              | サンドウィッチマンは13時前半に飛び入り出演。 |
| 6月19日 | access                                                  | |
| 6月20日 | 峰竜太                                                  | |
| 6月24日 | ウルフルズ                                              | |
| 6月25日 | 中山秀征                                                | 『中山秀征の有楽町で逢いまSHOW』より |
| 6月26日 | サンプラザ中野くん                                      | |
| 6月27日 | 藤山直美                                                | |
| 7月01日 | いとうまい子                                            | |
| 7月02日 | イワイガワ                                              | |
| 7月03日 | 大槻ケンヂ                                              | |
| 7月04日 | 清水直樹                                                | クリエイティブマンプロダクション代表 |
| 7月08日 | 宇崎竜童                                                | |
| 7月09日 | 原田龍二、ミキ                                          | 原田は取材先の農家から電話で出演。 |
| 7月10日 | 野沢直子                                                | |
| 7月11日 | 計良宏文                                                | 資生堂・トップヘアメイクアップアーティスト |
| 7月16日 | 板倉俊之                                                | |
| 7月17日 | 奥田けい                                                | イラストレーター |
| 7月18日 | にゃんぞぬデシ                                          | |
| 7月22日 | 岡本真夜                                                | |
| 7月23日 | 原田龍二、渡辺徹                                        | 原田は取材先の農家から電話で出演。 |
| 7月24日 | 中嶋美年子                                              | 元フリーアナウンサー、三菱地所及び大丸有エリアマネジメント協会所属 |
| 7月25日 | 国広富之                                                | |
| 7月29日 | 林家彦いち                                              | |
| 7月30日 | ナイツ                                                  | |
| 7月31日 | 千原せいじ                                              | |
| 8月01日 | 鎌田實                                                  | 諏訪中央病院名誉院長 |
| 8月05日 | 我那覇美奈                                              | 箱根 彫刻の森美術館から公開生放送 |
| 8月06日 | 松尾雅治、原西孝幸                                      | 丸ビル1階・マルキューブから公開生放送。 14時台ゲストに松尾、15時台ゲストに原西が出演。                                                                                       |
| 8月07日 | 山路徹、ルー大柴                                        | 14時台コーナー「ニッポン放送オールスター人生相談」ゲストに山路、 15時台ゲストにルー大柴が出演。                                                                              |
| 8月08日 | 草野満代、河合雅司                                      | 14時台コーナー「ニッポン放送オールスター人生相談」ゲストに草野（『草野満代 夕暮れWONDER4』より）、 15時台ゲストに河合が出演。                                                |
| 8月13日 | 大矢明彦、麒麟                                          | 14時台コーナー「ニッポン放送オールスター人生相談」ゲストに大矢、 15時台ゲストに麒麟が出演。                                                                                  |
| 8月14日 | ももいろクローバーZ （百田夏菜子、高城れに）、 なだぎ武 | 14時台コーナー「ニッポン放送オールスター人生相談」ゲストにももいろクローバーZの百田と高城（『ももいろクローバーZ ももクロくらぶxoxo』より）、 15時台ゲストになだぎ武が出演。 |
| 8月15日 | 中瀬ゆかり、吉田豪                                      | 14時台コーナー「ニッポン放送オールスター人生相談」ゲストに中瀬、 15時台ゲストに吉田が出演。                                                                                  |
| 8月19日 | クレイジーケンバンド (横山剣)、 はいだしょうこ          | 14時台コーナー「ニッポン放送オールスター人生相談」ゲストに横山剣、 15時台ゲストにはいだしょうこが出演。                                                                      |
| 8月20日 | 岩尾望、YOU                                             | 14時台コーナー「ニッポン放送オールスター人生相談」ゲストに岩尾、 15時台ゲストにYOUが出演。                                                                                   |
| 8月21日 | 森永卓郎、松村邦洋                                      | 14時台コーナー「ニッポン放送オールスター人生相談」ゲストに森永、 15時台ゲストに松村（『高田文夫のラジオビバリー昼ズ』より）が出演。                                          |
| 8月22日 | 柴田理恵、谷繁元信                                      | 14時台コーナー「ニッポン放送オールスター人生相談」ゲストに柴田（『テレフォン人生相談』より）、 15時台ゲストに谷繁が出演。                                                    |
| 8月26日 | 原田龍二、ブラザートム、 辛坊治郎、飯田浩司             | 原田は13時台前半から飛び入り出演。 14時台コーナー「ニッポン放送オールスター人生相談」ゲストにブラザートム、 15時台ゲストに辛坊と飯田が出演。                                 |
| 8月27日 | 細木かおり、Dr.コパ                                     | 14時台コーナー「ニッポン放送オールスター人生相談」ゲストに細木、 15時台ゲストにDr.コパが出演。                                                                               |
| 8月28日 | 笑福亭鶴光、綾戸智恵                                    | 「ニッポン放送オールスター人生相談スペシャル」として14時台ゲストに笑福亭鶴光、15時台ゲストに綾戸が出演。                                                                     |
| 8月29日 | 上柳昌彦、デヴィ・スカルノ                              | 14時台コーナー「ニッポン放送オールスター人生相談」ゲストに上柳、 15時台ゲストにデヴィ夫人が出演。                                                                            |
| 9月02日 | 真心ブラザーズ                                          | |
| 9月03日 | エハラマサヒロ                                          | |
| 9月04日 | じゅんいちダビッドソン                                  | |
| 9月05日 | 西村知美                                                | |
| 9月09日 | 森口博子                                                | |
| 9月10日 | 銀シャリ                                                | |
| 9月11日 | 志賀瞳（hitomi）                                        | @ほぉ〜むカフェにて給仕を行う現役メイド（レジェンドメイド）、秋葉原観光親善大使                                                                                              |
| 9月12日 | ユミリー、辛島美登里                                    | ユミリーは15時台前半コーナー「ユミリーの開運DAYS」にて出演 |
| 9月19日 | 清水章弘                                                | 学習塾経営者・学習コーチ |
| 9月24日 | 宮下草薙                                                | |
| 9月25日 | 浅井健一                                                | |
| 9月26日 | 上田慎一郎                                              | |